# Ramón Corral
Ramón Corral Verdugo (Álamos, Sonora; 10 de enero de 1854 - París, 10 de noviembre de 1912) fue un político mexicano que se desempeñó como vicepresidente de México del 1 de diciembre de 1904 al 25 de mayo de 1911.
Ocupó otros cargos políticos durante el Porfiriato, como secretario de Gobernación entre 1903 y 1911, gobernador de Sonora en dos ocasiones, y gobernador del Distrito Federal de 1900 a 1903.

## Biografía

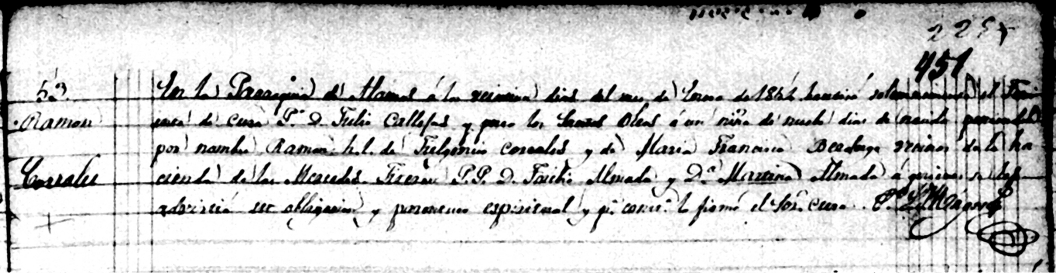
Acta de bautismo de Ramón Corral

Ramón Corral Verduugo nació el 10 de enero de 1854 en la hacienda de Las Mercedes, en el municipio de Álamos, Sonora. Sus padres eran Fulgencio Corral y María Francisca Verdugo. Corral tuvo cinco hermanos menores: Laura, Alberto, Fulgencio, Epifanio, y Dolores.
Cuando Corral tenía tres años de edad, la familia se trasladó a Chínipas, Chihuahua. En 1873, Corral volvió a Álamos durante un viaje de negocios, y se quedó en su ciudad natal.
En las elecciones sonorenses del 24 de abril de 1886, Corral fue elegido como vicegobernador del estado y Lorenzo Torres como gobernador. En 1887 Corral tomó el mandato de vicegobernador de Sonora, pero ejercía de facto el cargo ya que el entonces Gobernador, el general Luis E. Torres, se encontraba en campaña militar contra los yaquis que se habían vuelto a levantar contra el gobierno nacional. En la guerra contra los yaquis Corral cobró fama nacional después de que tomó prisionero a su líder Cajemé. Su manera de reprimir a los yaquis fue conocida como brutal. En 1896 fue nombrado gobernador de Sonora, en 1900 fue nombrado regente del Distrito Federal y tres años después secretario de Gobernación.
Corral se casó con Amparo Vélez de Escalante Montijo el 27 de febrero de 1888 en la ciudad de Hermosillo. Amparo fue la hija de Vicente Vélez Escalante Montijo, un acaudalado sonorense y alcalde de Hermosillo. Ellos tuvieron once hijos: Leonor Corral Escalante, Amaparo Corral Escalante, Carmen Corral Escalante, Hortensia Corral Escalante, Amalia Corral Escalante, Elvira Corral Escalante, Alejandro Corral Escalante, Ramón Corral Escalante, Alberto Corral Escalante, Enrique Corral Escalante, y Alfonso Corral Escalante. Enrique y Alfonso fallecieron en la infancia.

## Vicepresidente de México

### Elecciones de 1904

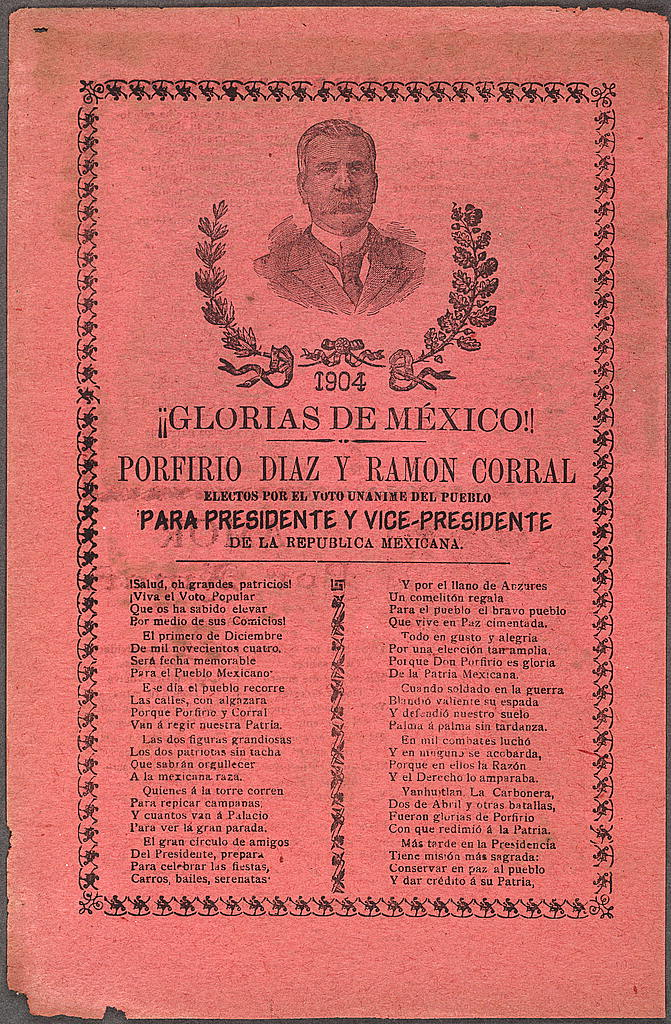
Un panfleto de 1904 celebrando la victoria electoral de Corral y Díaz.

En 1904, el presidente Porfirio Díaz, por su avanzada edad, decidió restaurar el cargo de vicepresidente. Ese año, el Congreso de la Unión reformó la constitución para reintroducir la posición del vicepresidente, y ampliar el mandato presidencial a 6 años. Originalmente ofreció el cargo a José Yves Limantour, pero este declinó la nominación, y Díaz eligió entonces a Corral, un político poco popular y muy controvertido.[cita requerida] El 20 de mayo de 1904, en una gran convención, Díaz fue designado como el candidato presidencial del partido, y Corral fue designado como el candidato vicepresicencial.
El 11 de junio del mismo año, las elecciones federales se efectúan tan rápidamente que, a las diez y cuarto, el repique de las campanas de los templos de la Ciudad de México anunció que Díaz y Corral ganaron la elección por unanimidad. Corral fue inaugurado el 1 de diciembre de 1904. Fue el primer vicepresidente mexicano elegido por votación popular.

### Actividad vicepresidencial
En enero de 1905, Díaz viajó a Tehuantepec por un mes aproximadamente, y dejó a Corral como encargado del gobierno federal. Esa fue la primera vez que un vicepresidente fue encargado del gobierno federal. Sin embargo, la mayoría de su actividad vicepresidential era asistir a ceremonias que no le interesaron. Su enfoque estaba en sus deberes como secretario de gobernación.
El 5 de febrero de 1906, Corral, como miembro de un séquito de funcionarios y embajadores del presidente Díaz, desembracó en el puerto de Progreso en el estado de Yucatán, la primera vez que el gobierno federal mexicano pisó en la península de Yucatán. Díaz inauguró númeras obras públicas, y la visita convinció el presidente que el gobernador yucateco, Olegario Molina, estaba un bien candidato para una posición en el gabiente.
El 1 de junio de 1906, la huelga de Cananea contra la empresa "Cananea Consolidated Copper Company" inició. Dos días después, el gobernador de Sonora, Rafael Izábal, informó el gobierno que la situación en Cananea calmó y el no previó más disturbios. El 4 de junio, Corral telegrafió a Izábal para informarle que la opinión pública fue muy impresionada con la noticia de que rangers llegó hasta Cananea con su permiso, debido a la huelga. La represión de la huelga y una crisis económica simultánea provocó críticas hacia Corral y otros sectores gubernamentales e industriales.

### Elecciones de 1910

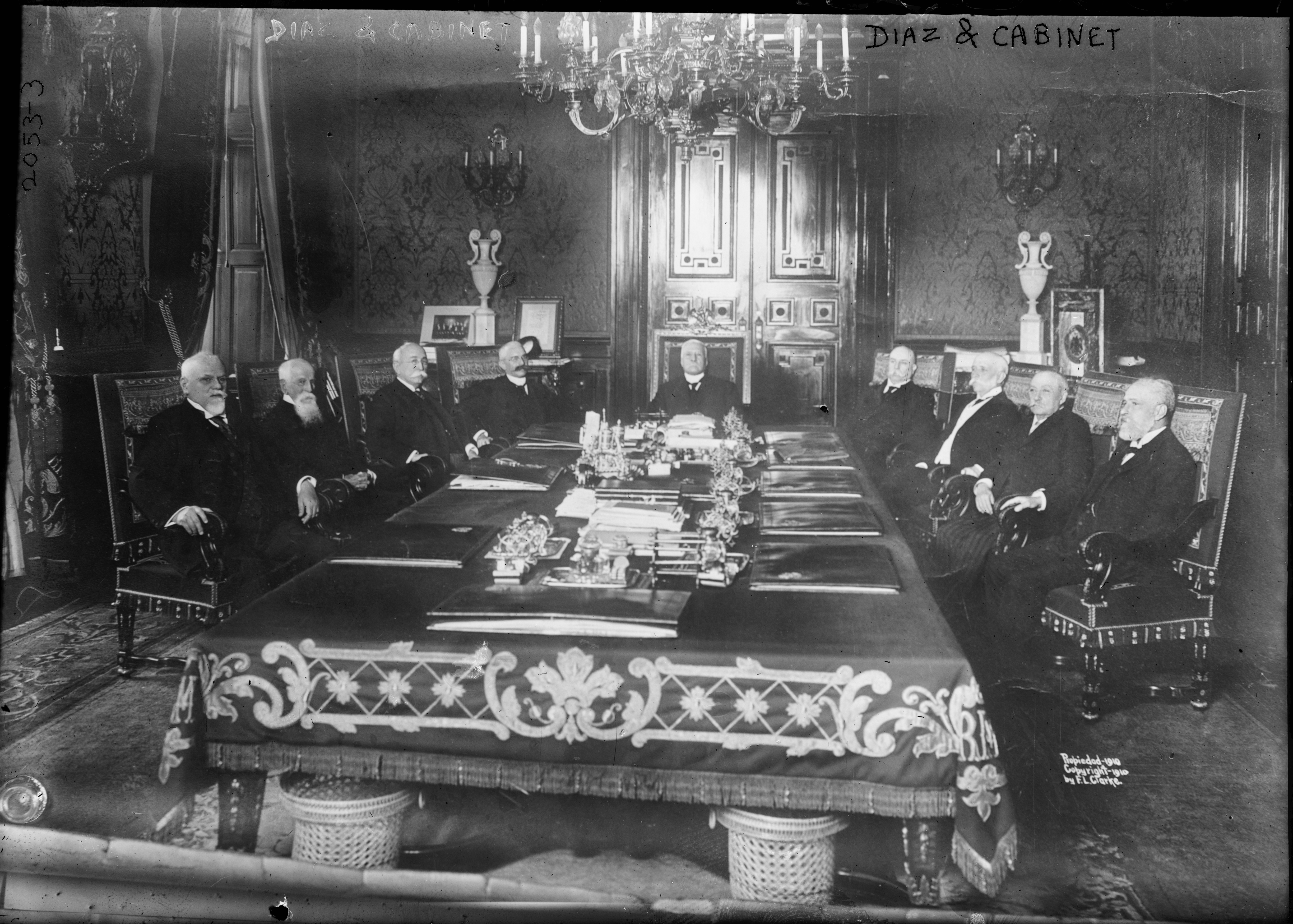
Corral (4.º desde la izquierda), con el presidente Porfirio Díaz (centro) y Los Científicos.

En una entrevista con el periodista norteamericano James Creelman en 1908, Díaz dijo que el no iba a buscar reelección en 1910, y el agrado transferir personalmente el poder gubernamental a una organización democrática. Un movimiento progresista se formó con liderazgo del empresario Francisco I. Madero. Madero declaró en su libro La sucesión presidencial en 1910 que el gobierno autocrático podrían terminar con las elecciones de 1910 con la creación de partidos políticos. El 8 de febrero de 1909, Los Científicos, los asesores de Díaz, se reunión para hablar sobre la reelección, y el día siguiente, ellos formó el Club Reeleccionista y nombró Díaz como candidato presidencial. En marzo, la Convención Nacional del Círculo Porfirista le dieron importancia al candidato de la vicepresidencia, por causa de la edad avanzada de Díaz. El 8 de esa mes, el general Bernardo Reyes escribió a Corral para asegurarle que no ambicionó la vicepresidencia. El 2 de abril, la Convención Nacional reunió para proclamar sus candidatos, Díaz como presidente y Corral como vicepresidente. El 21 de mayo, Reyes reafirmó su apoyo por la vicepresidencia de Corral, y pidió a Corral a no haga caso sus partidarios, que querían que Reyes fuera el candidato vicepresidencial.
La fama de Corral fue una de las causas de la conflagración de la Revolución mexicana: algunos partidarios de Díaz decidieron apoyar la campaña de Madero cuando Corral apareció como candidato a la vicepresidencia de Díaz. La mala imagen de Corral llevó a la junta revolucionaria a pedirle a Limantour, en una reunión en Nueva York, la renuncia del vicepresidente, junto a la no reelección, la democratización del gobierno y que se garantizara la libertad política.

## Exilio y muerte
Una vez que los revolucionarios derrotaron a las fuerzas federales en Ciudad Juárez en mayo de 1911 Díaz y Corral renunciaron. Díaz y Corral presentaron sus renuncias el 21 de mayo de 1911, y su mandato terminó el 25 de mayo del mismo año con la inauguración del presidente sustituto Francisco León de la Barra. El 3 de abril, Corral solicitó permiso para salir del país por motivos de salud. Después, Corral fue a Francia, donde finalmente Díaz acompañó a Corral al exilio. Corral murió en París un año después el 10 de noviembre de 1912, debido al cáncer que padecía.

## En la cultura popular
- En la telenovela histórica El vuelo del águila su personaje fue interpretado por Juan Felipe Preciado.
- En la serie El encanto del águila, Corral fue interpretado por Juan Carlos Serrán.[34]